# Euploea unibrunnea
Euploea unibrunnea är en fjärilsart som beskrevs av Osbert Salvin och Frederick DuCane Godman 1877. Euploea unibrunnea ingår i släktet Euploea och familjen praktfjärilar. Inga underarter finns listade i Catalogue of Life.